# Kiros Wasaras
Kiros Wasaras (gr. Κύρος Βασάρας; ur. 1 lutego 1966) − grecki sędzia piłkarski, międzynarodowy (licencja FIFA od 1998). Sędziował wiele ważnych meczów w Lidze Mistrzów, w tym mecz półfinałowy w sezonie 2006/07 Manchester United - A.C. Milan.  Zna kilka języków: grecki, niemiecki, hiszpański, angielski. Został nominowany przez UEFA jako główny sędzia podczas Mistrzostw Europy w Piłce Nożnej 2008, w czasie których prowadził mecz Polska-Chorwacja 16 czerwca 2008.